# Limnetron debile
Limnetron debile är en trollsländeart som först beskrevs av Karsch 1891.  Limnetron debile ingår i släktet Limnetron och familjen mosaiktrollsländor. Inga underarter finns listade i Catalogue of Life.